# Festiwal Filmów Niezależnych kilOFF
Festiwal Filmów Niezależnych kilOFF − coroczny festiwal kina niezależnego odbywający się w okolicach jesieni w Katowicach, cyklicznie od 2005 roku.
Festiwal ma na celu promocję szeroko pojętego kina niezależnego i kultury niezależnej, prezentację filmów sceny OFF, w tym amatorskich, nakręconych przez osoby młode, niemające koneksji z branżą kinematograficzną. Od 9. edycji istotnym elementem staje się także próba zmiany spojrzenia na kino niezależne poprzez jego profesjonalizację. Festiwal opatrzony jest licznymi wydarzeniami towarzyszącymi m.in. panelami dyskusyjnymi, prelekcjami oraz dyskusjami przed i po seansie w ramach formuły klasycznego DKF-u, wykładami na tematy filmowe i około-filmowe, warsztatami z różnych dziedzin procesu tworzenia filmu, koncertami, imprezami muzyczno-tanecznymi i innymi wydarzeniami kulturalnymi.
Organizatorem wydarzenia jest Polskie Forum Edukacji Europejskiej (PFEE) przy współpracy z wolontariuszami. Wśród podstaw konceptualnych festiwalu leży idea o zmieniającej się z roku na rok ekipie koordynującej prace nad kilOFFem, co zapewnić ma rokrocznie inne, nowe spojrzenie na temat.

## Historia

### Festiwal FilmówNa Trójkącie
Festiwal Filmów Niezależnych kilOFF wyrósł na kanwie Festiwalu Filmów Na Trójkącie który odbył się we współpracy z PFEE w dniach 26 – 27 lutego 2005 roku w Miejskim Centrum Kultury w Mysłowicach. W programie odbyły się m.in. Konkurs Filmów Amatorskich Na Trójkącie w którym udział wzięło 10 grup filmowych ze szkół ponadgimnazjalnych z miast: Jaworzna, Mysłowic i Sosnowca, pokaz filmów z udziałem Jolanty Fraszyńskiej prowadzony przez Jana F. Lewandowskiego: Pora na czarownice oraz Ławeczka, wykład Adama Pazery pt. Promocja filmów, seans filmów Jana P. Matuszyńskiego, przedstawienie teatru Dytyramb – Filmowe wspomnienia, a także warsztaty montażowe, aktorskie i charakteryzatorskie.

### kilOFF edycja 2.
Druga edycja festiwalu odbyła się w dniach 25-26 lutego 2006 roku również w Mysłowickim Miejskim Centrum Kultury, jakkolwiek tym razem już pod nazwą Festiwal Filmów Niezależnych kilOFF, nawiązując tym samym do tradycji regionu śląskiego, jak i kina niezależnego. W ramach festiwalu miały miejsce m.in. konkurs amatorskich produkcji, a oprócz tego również projekcje pozakonkursowe w dwóch cyklach (Etiudy studenckie oraz Laureaci krajowych festiwali offowych), wykłady na tematu istoty filmu niezależnego oraz warsztaty z pisania scenariusza filmowego, gry aktorskiej, a także przygotowywania efektów specjalnych.

### kilOFF edycja 3.
Trzecia edycja festiwalu została przeniesiona z Mysłowic do Katowic, gdzie pozostaje do dziś. Wydarzenie miało miejsce 24-25 lutego 2007 roku w Centrum Sztuki Filmowej. W repertuarze festiwalu m.in.: projekcja etiud studentów reżyserii z Wydziału Radia i TV im. Krzysztofa Kieślowskiego, dyskusja o przyszłości filmu niezależnego z udziałem Dominika Matwiejczyka, Józefa Kłyka oraz Joanny Malickiej, seans z przymrużeniem oka wraz z odpowiednią prelekcją filmów oświatowych i BHP, koncert zespołu Akurat w Klubie Muzycznym Cogitatur, a także warsztaty z charakteryzacji oraz montażu filmowego.

### kilOFF edycja 4.
Czwarta edycja festiwalu miała miejsce dnia 18-20 kwietnia 2008 roku, podobnie jak poprzednia, w Katowickim Centrum Sztuki Filmowej. W programie festiwalowym m.in.: pokaz niezależnych produkcji z gatunku gore, seans filmów Krew z nosa czy Plan 9 z kosmosu, koncert kapeli Mitch & Mitch, warsztaty z charakteryzacji gore, animacji poklatkowej, fotografii portretowej oraz dialogu filmowego.

### kilOFF edycja 5.
Piąta edycja festiwalu uległa w kontekście poprzednich znacznemu rozrostowi. Festiwal odbył się w dniach 1-7 czerwca 2009 roku w Centrum Sztuki Filmowej, Galerii Sztuki Współczesnej BWA, Klubie Muzycznym Cogitatur, Klubie Elektro, Regionalnym Ośrodku Kultury w Katowicach, na terenie Kopalni Katowice oraz w tramwaju linii 16 KZK GOP. W trakcie trwania festiwalu można było uczestniczyć w m.in. wystawie fotografii Aleksandra Prugara pt. Place Zabaw, wykładach Paula Vincenta, Justyny Budzik i Anny Jankowskiej, seansach filmów Robin Hood czwarta strzała, Manna, Monty Python i święty Graal oraz plenerowej projekcji na terenie Kopalni Katowice W stepie szerokim, koncertach The Car Is On Fire oraz dub lovin' criminals, inicjatywie tramfilm, a także warsztatach z animacji flashowej, muzyki do bajek, dźwięku w filmie oraz z korzystania z Creative Commons w praktyce.

### kilOFF edycja 6.
Szósta edycja festiwalu odbyła się w dniach 19-25 kwietnia 2010 roku (w pierwotnym zamyśle festiwal miał mieć miejsce od 17 do 25 kwietnia, jednak ze względu na żałobę narodową związaną z tragedią w Smoleńsku nastąpiło przesunięcie gali rozpoczynającej kilOFF o dwa dni) w Centrum Sztuki Filmowej, Kinoteatrze Rialto, klubie Scena Gugalander oraz w Wyższej Szkole Mechatroniki w Katowicach, gdzie odbyły się warsztaty. W programie m.in.: pokaz etiud szkolnych Xawerego Żuławskiego oraz jego pełnometrażowych obrazów Chaos i Wojna Polsko-Ruska, seans projektu EUROPE – 99EURO-FILMS – niezależnych krótkometrażówek reżyserów europejskich, w tym Xawerego Żuławskiego właśnie – pokazy klasycznych dzieł kinematografii z muzyką na żywo (Berlin. Symfonia Wielkiego Miasta przy akompaniamencie zespołu 10 000 szelek oraz Mocny Człowiek z podkładem muzycznym kapeli Searching For Calm), wykłady Piotra Mareckiego pt. Polskie Kino Niezależne oraz Jarosława Lipszyca i Grzegorza Kmity, ps. Patyczak, odnośnie do Creative Commons i tzw. wolnej kultury, koncert Brudnych Dzieci Sida, warsztaty filmowe i fotograficzne, a także inicjatywa filmbus.

### kilOFF edycja 7. w ramach MFF Ars Independent Katowice
W związku z nawiązaniem współpracy z Międzynarodowym Festiwalem Filmowym Ars Independent Katowice, w czerwcu 2011 roku kilOFF włączony został w ramy wielkiego przedsięwzięcia festiwalowego i stał się niezależną sekcją konkursową powyższego. Drugiego dnia Festiwalu Ars Independent odbył się Konkurs Filmów Amatorskich kilOFF, czyli swoista kontynuacja FFN kilOFF. Organizatorami MFF Ars Independent Katowice jest Polskie Forum Edukacji Europejskiej oraz Biuro Europejska Stolica Kultury 2016 Katowice.

### kilOFF edycja 8.
Ósma edycja festiwalu odbyła się w dniach 19-27 maja 2012 roku w Katowicach. Przestrzeniami festiwalowymi zostały m.in. klub Scena Gugalander, Kato Bar i Centrum Sztuki Filmowej. Głównym tematem spajającym wszystkie wydarzenia był szeroko rozumiany problem praw autorskich. Prócz Konkursu Filmów Niezależnych w którym nagrodę publiczności przyznano ex aequo Nikodemowi Wojciechowskiemu za film Krawędź Ziemi oraz Michałowi Łukowiczowi za film Berhavert (z czego pierwszy z wymienionych filmów otrzymał także nagrodę kilOFF), widzom zaprezentowano całonocny seans serialu anime Samurai Champloo oraz prapremierę filmu Heniek. Scenę muzyczną festiwalu reprezentowały zespoły: Fair Weather Friends, Brudne Dzieci Sida i Nucleon.

### kilOFF edycja 9.
Dziewiąta edycja festiwalu odbyła się w Katowicach od 12 do 16 czerwca 2013.

### kilOFF edycja 10.
Jubileuszowa, dziesiąta edycja, odbyła się od 16 do 18 października 2014 roku. W jej ramach zaprezentowano ponad 6 pokazów filmowych (m.in.: animacje z amerykańskiego studia HitRECord, kreskówki ze studia Cartoon Hangover (należącego do Cartoon Network), niezależne filmy pełnometrażowe. Zaprezentowano również etiudy studenckie z Wydziału Radia i Telewizji im. Krzysztofa Kieślowskiego Uniwersytetu Śląskiego. Pojawił się także jeden blok filmów konkursowych. Na gali zamknięcia festiwalu zaprezentowano film Duchy od brudnej roboty.
Na Scenie Muzycznej kiloffa pojawił się zespół Coals oraz Moth's Mouth. W ramach profesjonalizacji kina odbyły się warsztaty filmowe poświęcone postprodukcji filmowej, oświetleniu oraz montażowi.
Nagrodę Główną Konkursu kilOFF zdobył Kamil Iwanowicz za film Bożena i Paweł. Nagrodę Publiczności Konkursu kilOFF zdobył film Wydech w reżyserii Macieja Wiktora.

### kilOFF edycja 11.
Jedenasta edycja festiwalu odbędzie się od 6 do 10 października 2015 roku.

### kiloff edycja 12.
Dwunasta edycja festiwalu filmów niezależnych kiloff zaplanowana jest na 2 – 4 czerwca 2016 roku.